# FC 비젤라
FC 비젤라(포르투갈어: Futebol Clube de Vizela)는 1939년에 창단된 포르투갈의 축구 클럽으로, 비젤라를 연고로 하고 있다. 현재 포르투갈의 2부 리그인 리가 포르투갈 2에 참가하고 있다.

## 선수 명단

### 현역
참고: FIFA 자격 규정에 따라 소속된 국가대표팀 국기를 표시합니다. 선수는 복수의 FIFA 비회원국 국적을 가지고 있을 수 있습니다.
| 번호 | 포지션 | 국적       | 이름              |
| ---- | ------ | ---------- | ----------------- |
| 13   | GK     |            | 미겔 앙헬 모로    |
| 19   | DF     | 우크라이나 | 오레스트 레베덴코 |
| 20   | MF     | 카보베르데 | 야닉 세메도       |
| 22   | MF     | 세르비아   | 알렉산더 부스니치 |

| 번호 | 포지션 | 국적 | 이름 |
| ---- | ------ | ---- | ---- |

## 역대 감독
| 감독        | 임기 |
| ----------- | ---- |
| 조세 코스타 | 2011 |